# Platylabus ferrugineus
Platylabus ferrugineus là một loài tò vò trong họ Ichneumonidae.